# Paralitherizinosaurus
Paralitherizinosaurus („Therizinosaurus od moře“) byl rod terizinosauridního teropodního dinosaura, žijícího na území dnešního Japonska (ostrov Hokkaidó) v období pozdní křídy (geologický věk raný kampán, před 84 až 78 miliony let). Formálně byl popsán mezinárodním týmem paleontologů v květnu roku 2022.

## Objev a popis

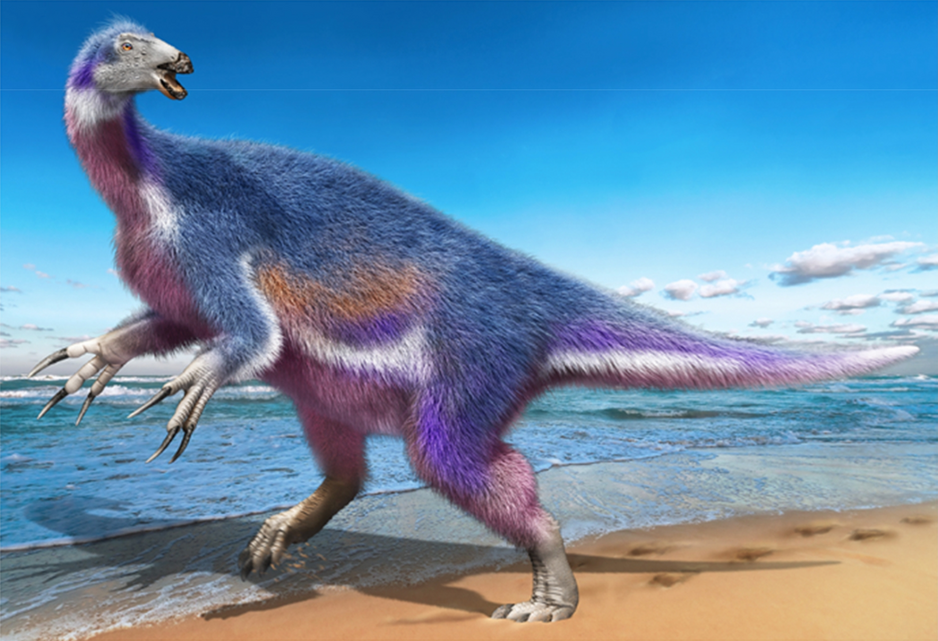
Paralitherizinosaurus - rekonstrukce celkového vzezření.

Fosilie tohoto dinosaura byly objeveny v září roku 2000 v sedimentech souvrství Osoushinai (skupina Yezo) nedaleko města Nakagawa na ostrově Hokkaidó. Holotyp nese označení NMV-52 a jedná se o fragment jednoho krčního obratle a části kostí předních končetin. Fosilie byly poprvé zmíněny v odborné práci z roku 2008, kde byly přiřazeny k neznámému druhu maniraptorního teropoda, s možným příbuzenstvím ke skupině Therizinosauroidea. Výzkum z roku 2022 pak potvrdil, že se jedná o dosud neznámý rod a druh therizinosauridního dinosaura.
Stejně jako ostatní zástupci skupiny byl také Paralitherizinosaurus charakteristický rohovinovým pokryvem čelistí, širokou "ptačí" pánví a čtyřprstými zadními končetinami. Chodil patrně jen po dvou zadních končetinách ve víceméně vzpřímené pozici a dosahoval délky kolem 3 metrů. Patřil tak mezi menší zástupce skupiny.
Výzkum fosilií počítačovým tomografem ukázal, že therizinosauři, jako byl severoamerický rod Nothronychus, měli některé obratle pneumatizované (duté a vyplněné vzduchem). Jejich dýchací systém byl zároveň značně podobný ptačímu, vykazovali tedy tzv. "dvojí dýchání" a jednosměrnou ventilaci.

## Zařazení

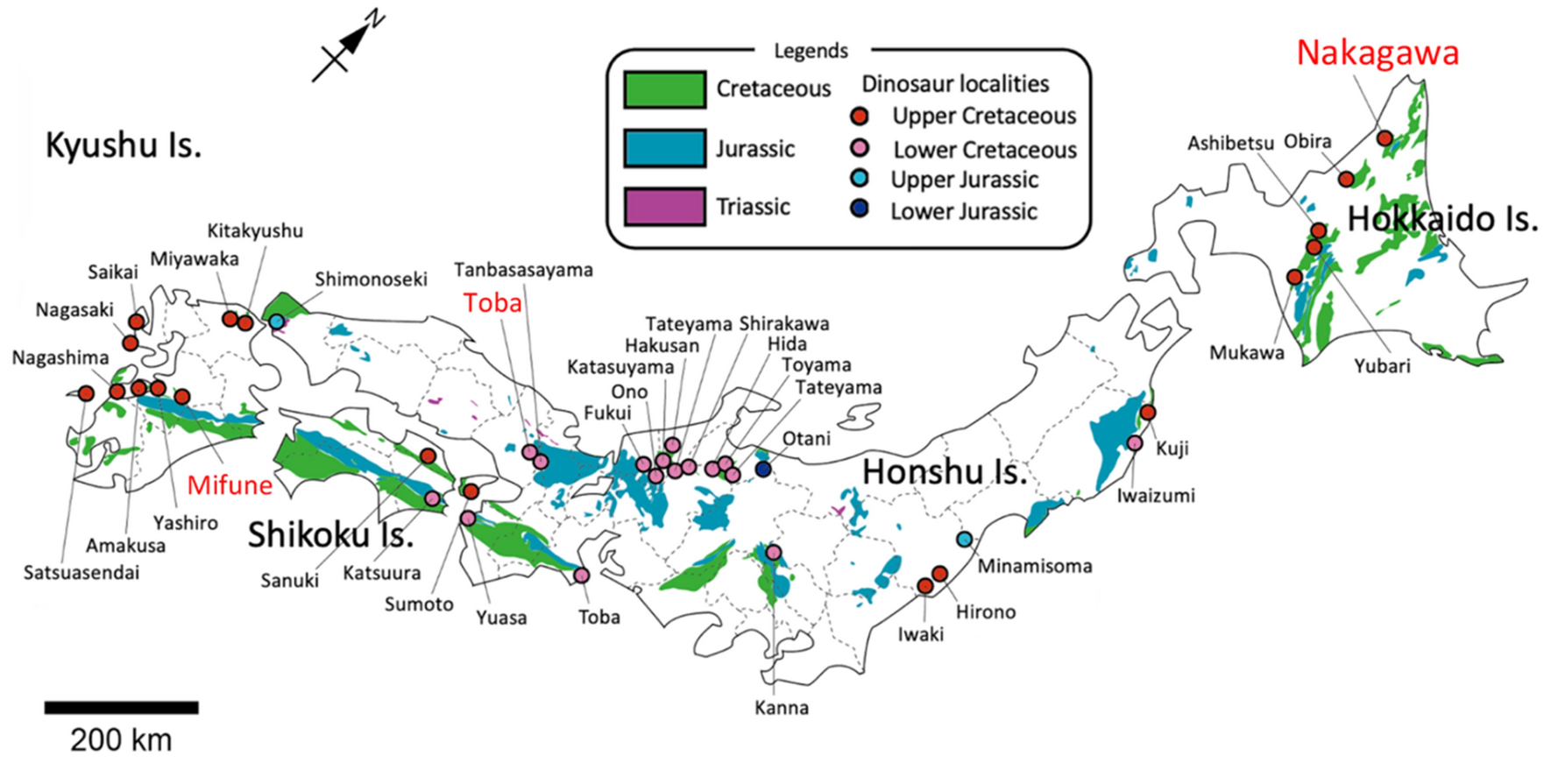
Mapka znázorňující oblast objevu dinosaura rodu Paralitherizinosaurus.

Podle autorů popisné studie spadal therizinosaurid Paralitherizinosaurus japonicus do kladu (přirozené vývojové linie) spolu s dalšími východoasijskými taxony - zejména mongolským rodem Therizinosaurus, čínským rodem Suzhousaurus a také dosud nepopsaným taxonem z uzbeckého geologického souvrství Bissekty. Vzdálenějšími příbuznými pak byly rody Nanshiungosaurus, Erlikosaurus, Segnosaurus nebo Nothronychus.